# ケリー・ワシントン
ケリー・ワシントン（Kerry Marisa Washington, 1977年1月31日 - ）は、アメリカ合衆国の女優である。『スキャンダル 託された秘密』主演でもっともよく知られる。『Ray/レイ』（2004年）でレイ・チャールズの妻役、『ラストキング・オブ・スコットランド』でイディ・アミンの妻役、『ファンタスティック・フォー ［超能力ユニット］』でベン・グリムの恋人役、『9デイズ』ではクリス・ロックの恋人役なども務めた。

## 生い立ち
ニューヨーク市ブルックリン区で、教育コンサルタントで不動産ブローカーの父のもとに生まれる。

## キャリア
1994年、ABCのテレビ映画、『Magical Make-Over』でデビューした。
2006年に公開された映画、『最凶赤ちゃん計画』では、第27回ゴールデンラズベリー賞の最低スクリーンカップル賞を受賞した。
2012年よりABCのテレビシリーズ『スキャンダル 託された秘密』のメインキャストを務めている。

## 私生活
2004年10月、デビッド・モスコーと婚約したが、2007年3月、婚約を解消した。
2013年6月24日、NFLサンフランシスコ・フォーティナイナーズに所属するナムディ・アソムーアとアイダホ州ヘイリーで結婚した。
2012年アメリカ合衆国大統領選挙では9月の民主党全国大会でバラク・オバマに対する熱烈なスピーチを行ったが、その頃からTwitterやFacebookで殺害するという脅迫を受けるようになったことを2013年6月、明らかにした。
2014年4月21日、ロサンゼルスの病院で第1子となる女児を出産。
2016年10月5日、第2子男児を出産。

## フィルモグラフィー

### 映画
| 年   | 邦題/原題                                                                       | 役名                             | 備考                  | 吹替                                                                   |
| ---- | ------------------------------------------------------------------------------- | -------------------------------- | --------------------- | ---------------------------------------------------------------------- |
| 2001 | セイブ・ザ・ラストダンス Save the Last Dance                                    | シェニール・レイノルズ           |                       | 石塚理恵                                                               |
| 2001 | リフト Lift                                                                     | ニーシー                         |                       |                                                                        |
| 2002 | 9デイズ Bad Company                                                             | ジュリー                         |                       | 坂本真綾（ソフト版） 斉藤梨絵（フジテレビ版） 杉本ゆう（テレビ朝日版） |
| 2003 | 16歳の合衆国 The United States of Leland                                        | エイシャ                         |                       | TBA                                                                    |
| 2003 | 白いカラス The Human Stain                                                      | エリー                           |                       | TBA                                                                    |
| 2003 | SIN 凶気の果て Sin                                                              | キャシー                         |                       | 水田わさび                                                             |
| 2004 | ファイティング×ガール Against the Ropes                                         | レネイ                           |                       | 梅田貴公美                                                             |
| 2004 | セレブの種 She Hate Me                                                          | ファティナ・グッドリッチ         |                       | （吹替版なし）                                                         |
| 2004 | Ray/レイ Ray                                                                    | デラ・ビー・ロビンソン           |                       | 岡寛恵                                                                 |
| 2005 | Mr.&Mrs. スミス Mr. & Mrs. Smith                                                | ジャスミン                       |                       | 魏涼子（ソフト版） 佐古真弓（日本テレビ版） 小林さやか（日本テレビ版） |
| 2005 | ファンタスティック・フォー ［超能力ユニット］ Fantastic Four                    | アリシア・マスターズ             |                       | 込山順子（ソフト版）渡辺美佐（日本テレビ版）                           |
| 2006 | 最凶赤ちゃん計画 Little Man                                                     | ヴァネッサ                       |                       | 岡寛恵                                                                 |
| 2006 | ラストキング・オブ・スコットランド The Last King of Scotland                    | ケイ・アミン                     |                       | 林真里花                                                               |
| 2007 | セックス・アンド・ザ・バディ I Think I Love My Wife                             | ニッキー・トゥルー               |                       | 安藤麻吹                                                               |
| 2007 | インパクト・ゼロ 30,000 Leagues Under the Sea                                   | マリッサ・ブラウ                 |                       |                                                                        |
| 2007 | ファンタスティック・フォー:銀河の危機 Fantastic Four: Rise of the Silver Surfer | アリシア・マスターズ             |                       | 込山順子                                                               |
| 2008 | レイクビュー・テラス 危険な隣人 Lakeview Terrace                                | リサ・マットソン                 |                       | 山田みほ                                                               |
| 2008 | セントアンナの奇跡 Miracle at St. Anna                                          | ザナ・ワイルダー                 |                       | TBA                                                                    |
| 2009 | 愛する人 Mother and Child                                                       | ルーシー                         |                       | （吹替版なし）                                                         |
| 2011 | スパイラル 〜危険な関係〜 The Details                                           | レベッカ・マッゾーニ             |                       |                                                                        |
| 2012 | ジャックはしゃべれま1,000 A Thousand Words                                      | キャロライン・マッコール         |                       | 東條加那子                                                             |
| 2012 | ジャンゴ 繋がれざる者 Django Unchained                                          | ブルームヒルダ・ヴォン・シャフト |                       | 朴璐美                                                                 |
| 2013 | タイラー・ペリーのピープルズ家の婿入り修行 Peoples                              | グレイス・ピープルズ             |                       | （吹替版なし）                                                         |
| 2016 | アニタ 〜世紀のセクハラ事件〜 Confirmation                                      | アニタ・ヒル                     | テレビ映画            |                                                                        |
| 2017 | カーズ/クロスロード Cars 3                                                      | ナタリー・サートゥン             | 声の出演              | 園崎未恵                                                               |
| 2019 | アメリカの息子 American Son                                                     | ケンドラ・エリス＝コナー         | 兼製作総指揮          | 沢海陽子                                                               |
| 2020 | ザ・プロム The Prom                                                             | ミセス・グリーン                 | [ 12 ]                | 皆川純子                                                               |
| 2022 | スクール・フォー・グッド・アンド・イービル The School for Good and Evil         | ダヴィー教授                     | [ 13 ]                | 皆川純子                                                               |
| 2024 | 6888郵便大隊 The Six Triple Eight                                               | チャリティ・アダムス             | Netflixオリジナル映画 | 杉本ゆう                                                               |
| 2025 | Wake Up Dead Man                                                                | TBA                              |                       |                                                                        |

### テレビ
| 年          | 邦題/原題                                                  | 役名                     | 備考           | 吹替     |
| ----------- | ---------------------------------------------------------- | ------------------------ | -------------- | -------- |
| 2001        | NYPDブルー NYPD Blue                                       | マヤ・ヤング             | 1エピソード    |          |
| 2001        | ロー&オーダー Law & Order                                  | アリー・ローレンス       | 1エピソード    |          |
| 2002        | 堕ちた弁護士 -ニック・フォーリン- The Guardian             | ドレア・ウェストブルック | 1エピソード    |          |
| 2005 – 2006 | ボストン・リーガル Boston Legal                            | チェリーナ・ホール       | 5エピソード    |          |
| 2008        | サイク/名探偵はサイキック? Psych                           | ミラ・ギャフニー         | 1エピソード    |          |
| 2012 - 2018 | スキャンダル 託された秘密 Scandal                          | オリヴィア・ポープ       | 主演           | 皆川純子 |
| 2013        | サタデー・ナイト・ライブ Saturday Night Live               | 本人                     | 1エピソード    | N/A      |
| 2018        | 殺人を無罪にする方法 How to Get Away with Murder           | オリヴィア・ポープ       | 2エピソード    | TBA      |
| 2020        | リトル・ファイアー〜彼女たちの秘密 Little Fires Everywhere | ミア・ウォレン           | メインキャスト | 皆川純子 |